# Groupe Larcier
 (avril 2024).
Créé en 1839, le Groupe Larcier est un groupe d’édition juridique et professionnelle, membre du Groupe Éditions Lefebvre Sarrut (ELS) depuis 2016. Ce groupe d'édition est actuellement[Quand ?] dirigé par Paul-Etienne Pimont.
Le Groupe Larcier comprend les Éditions Larcier, Bruylant, Promoculture-Larcier et Larcier Business, appartenant anciennement au Groupe De Boeck. En janvier 2015, le Groupe Larcier acquiert Standaard Uitgeverij Professional, jusqu'alors propriété du groupe néerlandais WPG.

## Publications
Le Groupe Larcier s'adresse aux professionnels du droit (avocats, magistrats, notaires, huissiers de justice, juristes d'entreprise...) et aux professionnels du secteur économique et des ressources humaines essentiellement en Belgique, au Luxembourg et en France.